# Anacardioideae
Anacardioideae là một phân họ thuộc họ Anacardiaceae.

## Các chi
Các chi được công nhận:
- Actinocheita
- Amphipterygium
- Anacardium
- Androtium
- Apterokarpos
- Astronium
- Baronia
- Blepharocarya
- Bonetiella
- Bouea
- Buchanania
- Campnosperma
- Campylopetalum
- Cardenasiodendron
- Comocladia
- Cotinus
- Dobinea
- Drimycarpus
- Euleria[1]
- Euroschinus
- Faguetia
- Fegimanra
- Gluta (đồng nghĩa Melanorrhoea[1][3])
- Haplorhus
- Heeria
- Holigarna
- Laurophyllus
- Lithraea
- Loxopterygium
- Loxostylis
- Malosma – laurel sumac
- Mangifera – mango
- Mauria
- Melanochyla
- Melanococca[2]
- Metopium – Florida poisontree
- Micronychia
- Mosquitoxylum
- Nothopegia
- Ochoterenaea
- Orthopterygium
- Ozoroa
- Pachycormus
- Parishia
- Pentaspadon
- Pistacia – pistachio
- Protorhus
- Pseudosmodingium
- Rhodosphaera
- Rhus – sumac
- Schinopsis
- Schinus – peppertree
- Searsia
- Semecarpus
- Smodingium
- Sorindeia
- Swintonia
- Thyrsodium
- Toxicodendron
- Trichoscypha